# Bieg 24-godzinny
Bieg 24-godzinny – rodzaj ultramaratonu, w którym zawodnicy dążą do przebiegnięcia jak największej odległości w czasie 24 godzin. Zawody takie rozgrywane są zwykle jako bieg uliczny na pętli o długości od 1 do 3 kilometrów, a niekiedy na bieżni lekkoatletycznej o długości 400 metrów. Czołowi zawodnicy przebiegają 200 km lub więcej, najlepsi na świecie potrafią przebiec ponad 270 km. Aktualny rekord świata mężczyzn Aleksandra Sorokina z 2022 roku wynosi 319,614 km. Litwinowi po ponad dwudziestu latach udało się poprawić poprzedni rekord Janisa Kurosa o kilkanaście kilometrów, co jest uważane za niezwykłe osiągnięcie. Na osiągane wyniki niekorzystny wpływ mogą mieć złe (do biegania) warunki atmosferyczne, a w szczególności upały.
Corocznie rozgrywane są Mistrzostwa Świata IAU w biegu 24-godzinnym. Są to zawody organizowane przez IAU (International Association of Ultrarunners = Międzynarodowe Stowarzyszenie Ultrabiegaczy). W roku 2012 miały miejsce w Polsce, w Katowicach. Zawody te stały na bardzo wysokim poziomie, między innymi dzięki sprzyjającej, chłodnej pogodzie, i stosunkowo płaskiej trasie.
W Polsce corocznie odbywają się (nieliczne) zawody w biegu 24-godzinnym, w tym także o randze mistrzostw Polski.
Inne tego typu konkurencje biegowe, to bieg 12-godzinny i bieg 48-godzinny. Niektóre zawody w biegu 48-godzinnym są łączone z zawodami w biegu 24-godzinnym, lub zawodnikom biegu 48 h mierzy się rezultat częściowy po 24 godzinach (i po 12 godzinach).

## Historia biegów 24-godzinnych
Idea biegu 24-godzinnego jest bardzo stara – narodziła się w czasach, gdy ludzie kierowali się cyklami słonecznymi. Greccy historycy wspominali o biegaczach, którzy pomiędzy jednym wschodem słońca a drugim potrafili pokonać ogromny dystans. Indiańskimi obrzędami związanymi z bieganiem również zawiadywało słońce, a biegacze „poprzez swój wysiłek wzmacniali jego wędrówkę po niebie”.

## Rodzaje biegów 24-godzinnych

### Uliczne
Rozgrywane są zwykle na krótkiej (1 do 3 km) pętli ulicznej. Takie zawody są najczęstsze, tak są rozgrywane mistrzostwa świata i mistrzostwa Polski

### Torowe
Rozgrywane są na bieżni stadionu lekkoatletycznego, o długości okrążenia zwykle 400 m, a niekiedy w hali. Tak jest rozgrywany najstarszy bieg 24 h – Self Transcendence 24 hour race w Ottawie w Kanadzie.

### Przełajowe, w tym także górskie
Rozgrywane są w terenie, poza ulicami. Tutaj pętla może być dużo dłuższa. Zawodnicy muszą mieć własne oświetlenie na noc.
Zawodnikom zalicza się tylko pełne ukończone pętle, gdyż trudno by było zmierzyć przebyty przez zawodnika dystans ostatniej niedokończonej pętli.

## Najlepsze wyniki

### Rekordy świata w biegu 24-godzinnym
(bez rozróżnienia na zawody uliczne i zawody na bieżni stadionu):
- Kobiety: 270,363 km – Miho Nakata, Japonia (Tajwan 2023)[4]
- Mężczyźni: 319,614 km – Aleksandr Sorokin, Litwa (Włochy 2022)[5]

### Rekordy Polski w biegu 24-godzinnym
PZLA rejestruje w tej konkurencji nie „Rekordy Polski” ale „Najlepsze wyniki w historii"
Aktualne najlepsze wyniki polskich zawodników:
Mężczyźni:
- Andrzej Piotrowski 301,859 km – Mistrzostwa Europy (Werona) (wrzesień 2022)[6]
- Sebastian Białobrzeski 267,187 km – Mistrzostwa świata w Belfaście (lipiec 2017)[7]

Kobiety:
- Małgorzata Pazda-Pozorska 260,678 km – Mistrzostwa Polski w Pabianicach (sierpień 2020)[8]
- Patrycja Bereznowska 259,991 km – Mistrzostwa świata w Belfaście (lipiec 2017)[7]

Najlepszy polski wynik mężczyzn był przed kwietniem 2015 gorszy, niż rekord świata kobiet, co się nie zdarza na krótszych dystansach biegowych.

## Mistrzostwa Świata w biegu 24-godzinnym
Coroczne (od roku 2003) zawody uliczne w biegu 24-godzinnym, organizowane przez International Association of Ultrarunners (IAU) pod nazwą 24h World Challenge w roku 2010 we współpracy z IAAF przekształcono w oficjalne mistrzostwa świata (World Championship).
W roku 2001 odbyły się takie zawody na torze (na bieżni lekkoatletycznej). W roku 2011 nie było zawodów, natomiast w roku 2014 zaplanowane zawody zostały odwołane.
| Data zawodów  | Mężczyźni          | Dystans (km) | Kobiety              | Dystans (km) | Miejscowość        |
| ------------- | ------------------ | ------------ | -------------------- | ------------ | ------------------ |
| 2003-10-11    | Paul Beckers       | 270,087      | Irina Reutowitsch    | 237,052      | Uden               |
| 2004-10-23    | Ryōichi Sekiya     | 269,085      | Sumie Inagaki        | 237,154      | Brno               |
| 2005-07-16    | Anatoli Kruglikow  | 268,065      | Ludmiła Kalinina     | 242,228      | Wörschach          |
| 2006-02-25    | Ryōichi Sekiya     | 272,936      | Sumie Inagaki        | 237,144      | Tajpej             |
| 2007-07-28    | Ryōichi Sekiya     | 263,562      | Ludmiła Kalinina     | 236,848      | Drummondville      |
| 2008-10-18    | Ryōichi Sekiya     | 273,366      | Anne-Marie Vernet    | 239,685      | Seul               |
| 2009-05-02    | Henrik Olsson      | 257,042      | Anne-Cécile Fontaine | 243,644      | Bergamo            |
| 2010-05-14    | Shingo Inoue       | 273,708      | Anne-Cécile Fontaine | 239,797      | Brive-la-Gaillarde |
| 2012-09-08    | Mike Morton        | 277,543      | Michaela Dimitriadu  | 244,232      | Katowice           |
| 2013-05-12    | Jon Olsen          | 269,675      | Mami Kudo            | 252,205      | Steenbergen        |
| 2014-12-07    | -- Odwołane        | --           | -- Odwołane          | --           | -- (Tajpej)        |
| 2015-04-12    | Florian Reus       | 263,899      | Katalin Nagy         | 244,495      | Turyn              |
| 2017-07-01/02 | Yoshihiko Ishikawa | 270,870      | Patrycja Bereznowska | 259,991      | Belfast            |
| 2019-10-26/27 | Aleksandr Sorokin  | 278,972      | Camille Herron       | 270,116      | Albi               |
| 2021-10-02/03 | -- Odwołane        | --           | -- Odwołane          | --           | Bukareszt          |
| 2023-12-01/02 | Aleksandr Sorokin  | 301,790      | Miho Nakata          | 270,363      | Tajpej             |
| 2025-10-25/26 |                    |              |                      |              | Albi               |

## Mistrzostwa Europy w biegu 24-godzinnym
| Data | Miejsce zawodów     | Mężczyźni           | Dystans (km) | Kobiety                | Dystans (km) | Mężczyźni drużynowo | Dystans (km) | Kobiety drużynowo | Dystans (km) |
| ---- | ------------------- | ------------------- | ------------ | ---------------------- | ------------ | ------------------- | ------------ | ----------------- | ------------ |
| 1992 | Apeldoorn           | Helmut Schieke      | 250,698      | Sigrid Lomsky          | 231,008      |                     |              |                   |              |
| 1993 | Bazylea             | Helmut Dreyer       | 259,265      | Sigrid Lomsky          | 243,657      | Rosja               | 699,397      | Niemcy            | 682,284      |
| 1994 | Segedyn             | János Bogár         | 261,122      | Sigrid Lomsky          | 231,482      |                     |              |                   |              |
| 1996 | Courçon             | Ferenc Györi        | 259,922      | Marie Bertrand         | 231,049      |                     |              |                   |              |
| 1997 | Bazylea             | Władimir Tiwikow    | 249,039      | Irina Rieutowicz       | 236,284      |                     |              |                   |              |
| 1998 | Marquette-lez-Lille | Lucien Taelman      | 267,626      | Marie Mayeras-Bertrand | 226,457      |                     |              |                   |              |
| 1999 | Werona              | Janis Kuros         | 262,324      | Irina Rieutowicz       | 223,763      |                     |              |                   |              |
| 2000 | Uden                | Ľubomír Hrmo        | 259,273      | Irina Rieutowicz       | 225,418      |                     |              |                   |              |
| 2001 | Apeldoorn           | Paul Beckers        | 260,559      | Irina Rieutowicz       | 226,634      |                     |              |                   |              |
| 2002 | Gravigny            | Jens Lukas          | 267,294      | Edit Bérces            | 232,284      |                     |              |                   |              |
| 2003 | Uden                | Paul Beckers        | 270,087      | Irina Rieutowicz       | 237,052      |                     |              |                   |              |
| 2004 | Brno                | Ľubomír Hrmo        | 259,064      | Galina Eremina         | 235,012      |                     |              |                   |              |
| 2005 | Wörschach           | Anatolij Kruglikow  | 268,065      | Ludmila Kalinina       | 242,228      |                     |              |                   |              |
| 2006 | Werona              | Władimir Byczkow    | 254,774      | Irina Kowal            | 229,452      |                     |              |                   |              |
| 2007 | Madryt              | Anatolij Kruglikow  | 257,358      | Ludmiła Kalinina       | 233,307      |                     |              |                   |              |
| 2009 | Bergamo             | Henrik Olsson       | 257,042      | Anne-Cécile Fontaine   | 243,644      |                     |              |                   |              |
| 2010 | Brive-la-Gaillarde  | Ivan Cudin          | 263,841      | Anne-Cécile Fontaine   | 239,797      | Włochy              | 758,932      | Francja           | 685,800      |
| 2012 | Katowice            | Florian Reus        | 261,718      | Michaela Dimitriadu    | 244,232      | Niemcy              | 759,457      | Francja           | 666,503      |
| 2013 | Steenbergen         | Florian Reus        | 259,939      | Anne-Marie Vernet      | 229,393      | Niemcy              | 752,007      | Francja           | 670,698      |
| 2015 | Turyn               | Florian Reus        | 263,899      | Maria Jansson          | 238,964      | Wielka Brytania     | 770,777      | Szwecja           | 684,981      |
| 2016 | Albi                | Daniel Alan Lawson  | 261,843      | Maria Jansson          | 250,647      | Francja             | 763,291      | Polska            | 701,429      |
| 2018 | Timișoara           | Andrzej Radzikowski | 265,410      | Patrycja Bereznowska   | 243,350      | Francja             | 754,620      | Polska            | 720,450      |
| 2020 | Odwołane            | Odwołane            | Odwołane     | Odwołane               | Odwołane     | Odwołane            | Odwołane     | Odwołane          | Odwołane     |
| 2022 | Werona              | Aleksandr Sorokin   | 319,614      | Patrycja Bereznowska   | 256,250      | Polska              | 825,526      | Polska            | 754,822      |

## Mistrzostwa Polski w biegu 24-godzinnym
| Data       | Miejsce zawodów   | Mężczyźni            | Dystans (km) | Kobiety                   | Dystans (km) |
| ---------- | ----------------- | -------------------- | ------------ | ------------------------- | ------------ |
| 2008-06-08 | Kraków            | Waldemar Pędzich     | 243,621      | --                        | --           |
| 2009-06-28 | Ruda Śląska       | Waldemar Pędzich     | 230,420      | Mariola Młynarska         | 181,294      |
| 2010-09-11 | Katowice          | Adam Jagieła         | 241,511      | Aleksandra Niwińska       | 217,153      |
| 2011-09-18 | Katowice          | Marcin Sieja         | 242,003      | Aleksandra Niwińska       | 216,980      |
| 2012-06-10 | Katowice          | Marcin Sieja         | 247,023      | Aleksandra Niwińska       | 206,864      |
| 2013-10-20 | Katowice          | Andrzej Radzikowski  | 251,113      | Aleksandra Niwińska       | 216,304      |
| 2014-09-27 | Katowice          | Paweł Szynal         | 253,567      | Patrycja Bereznowska      | 214,014      |
| 2015-09-26 | Łyse k. Ostrołęki | Paweł Szynal         | 246,887      | Patrycja Bereznowska      | 238,197      |
| 2016-09-03 | Kraków            | Sławomir Rzechuła    | 221,636      | Patrycja Bereznowska      | 225,727      |
| 2017-04-08 | Łódź              | Andrzej Radzikowski  | 258,228      | Patrycja Bereznowska      | 256,246      |
| 2018-09-08 | Łyse k. Ostrołęki | Leszek Małyszek*     | 237,514      | Patrycja Bereznowska      | 232,390      |
| 2019-04-07 | Supraśl           | Andrzej Piotrowski   | 255,499      | Aneta Rajda               | 223,000      |
| 2020-08-29 | Pabianice         | Leszek Małyszek      | 260,027      | Małgorzata Pazda-Pozorska | 260,678      |
| 2021-08-28 | Pabianice         | Andrzej Piotrowski** | 272,606      | Patrycja Bereznowska      | 242,828      |
| 2022-05-14 | Pabianice         | Andrzej Piotrowski   | 282,201      | Aleksandra Niwińska       | 255,587      |
| 2023-05-06 | Pabianice         | Andrzej Piotrowski   | 265,130      | Patrycja Bereznowska      | 240,778      |
| 2024-05-11 | Pabianice         | Mariusz Napiórkowski | 276,081      | Patrycja Bereznowska      | 263,178      |

* Zwycięzcą Mistrzostw w 2018 roku był Andrzej Piotrowski z wynikiem 243,412, nie posiadał on jednak jeszcze członkostwa PZLA.
** W kategorii Open Piotrowski zajął trzecie miejsce za Aleksandrem Sorokinem, który podczas zawodów poprawił rekord świata oraz Andrii Tkaczukiem.

## Normy klasyfikacyjne PZLA dla biegu 24-godzinnego
Bieg 24-godzinny nie jest dyscypliną olimpijską. Zawody w biegu 24-godzinnym są rozgrywane odrębnie od zwykłych zawodów lekkoatletycznych.
Tak, jak dla dyscyplin olimpijskich, Polski Związek Lekkiej Atletyki (PZLA) ustala normy klasyfikacyjne także dla biegu 24-godzinnego.
Warunkiem uzyskania klasy mistrzowskiej międzynarodowej (MM) jest osiągnięcie (na zawodach o wymaganej randze) wyniku co najmniej 235 km (mężczyźni) lub 210 km (kobiety).
Pełna lista norm klasyfikacyjnych (klas sportowych) PZLA (Polskiego Związku Lekkiej Atletyki) dla biegu 24 h:
| symbol klasy | klasa                      | KOBIETY norma (km) | MĘŻCZYŹNI norma (km) |
| ------------ | -------------------------- | ------------------ | -------------------- |
| MM           | mistrzowska międzynarodowa | 210                | 235                  |
| M            | mistrzowska                | 195                | 215                  |
| 1            | pierwsza                   | 180                | 205                  |
| 2            | druga                      | 165                | 185                  |
| 3            | trzecia                    | 150                | 170                  |

Różnice pomiędzy normami dla mężczyzn i kobiet są tu dużo mniejsze, niż różnice norm dla krótszych biegów. Przykładowo – norma na klasę MM kobiet jest wyższa, niż norma na klasę 1 mężczyzn (a na przykład dla biegu na 100 metrów norma na klasę MM kobiet jest niższa, niż norma na klasę 2 mężczyzn). Jest to odzwierciedleniem faktu, że w biegach ultradystansowych siła mięśni (atut mężczyzn) nie odgrywa tak dużej roli, jak w biegach krótszych. Dużą rolę odgrywa natomiast zdolność organizmu do czerpania energii ze spalania tłuszczu (atut kobiet). Olbrzymią rolę odgrywają także cechy wykraczające ponad sprawność fizyczną.